# Торе Кайетани
То̀ре Кайета̀ни (на италиански: Torre Cajetani) е село и община в Централна Италия, провинция Фрозиноне, регион Лацио. Разположено е на 819 m надморска височина. Населението на общината е 1464 души (към 2010 г.).